# La Gacilly
La Gacilly (bretonisch Gazilieg) ist eine französische Gemeinde mit 4.011 Einwohnern (Stand 1. Januar 2022) im Département Morbihan in der Region Bretagne. Sie gehört zum Arrondissement Vannes und zum Kanton Guer.
Sie entstand als namensgleiche Commune nouvelle mit Wirkung vom 1. Januar 2017 durch die Zusammenlegung der bisher selbstständigen Gemeinden La Gacilly, La Chapelle-Gaceline und Glénac, die in der neuen Gemeinde den Status einer Commune déléguée haben. Der Verwaltungssitz befindet sich im Ort La Gacilly.

## Gliederung
| Ortsteil                        | ehemaliger INSEE-Code | Fläche (km²) | Einwohnerzahl (2016) |
| ------------------------------- | --------------------- | ------------ | -------------------- |
| La Gacilly (Verwaltungssitz)000 | 56061                 | 16,48        | 2.335                |
| La Chapelle-Gaceline            | 56038                 | 07,79        | .0768                |
| Glénac                          | 56064                 | 13,70        | .0908                |

## Lage
La Gacilly liegt rund zwölf Kilometer nordwestlich von Redon. An der nördlichen Gemeindegrenze verläuft der Fluss Rahun und mündet in den Fluss Aff, der die östliche Gemeindegrenze bildet und schließlich beim Ort Glénac selbst in den Oust mündet.
Nachbargemeinden sind: Carentoir im Norden, Sixt-sur-Aff im Nordosten, Cournon im Osten, Bains-sur-Oust im Südosten, Saint-Vincent-sur-Oust im Süden, Peillac im Südwesten, Les Fougerêts im Westen und Saint-Nicolas-du-Tertre im Nordwesten.

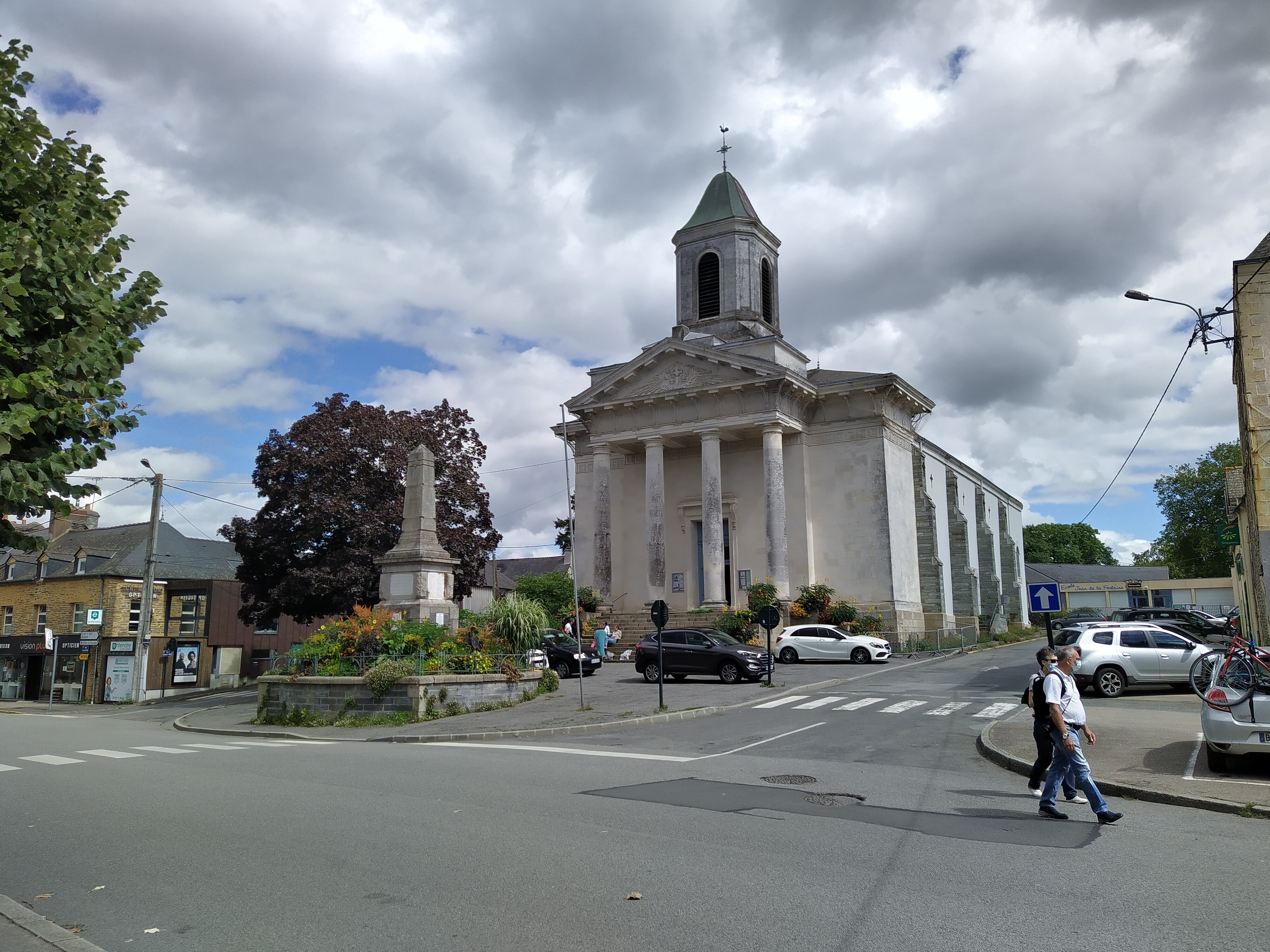
Kirche Saint-Nicolas

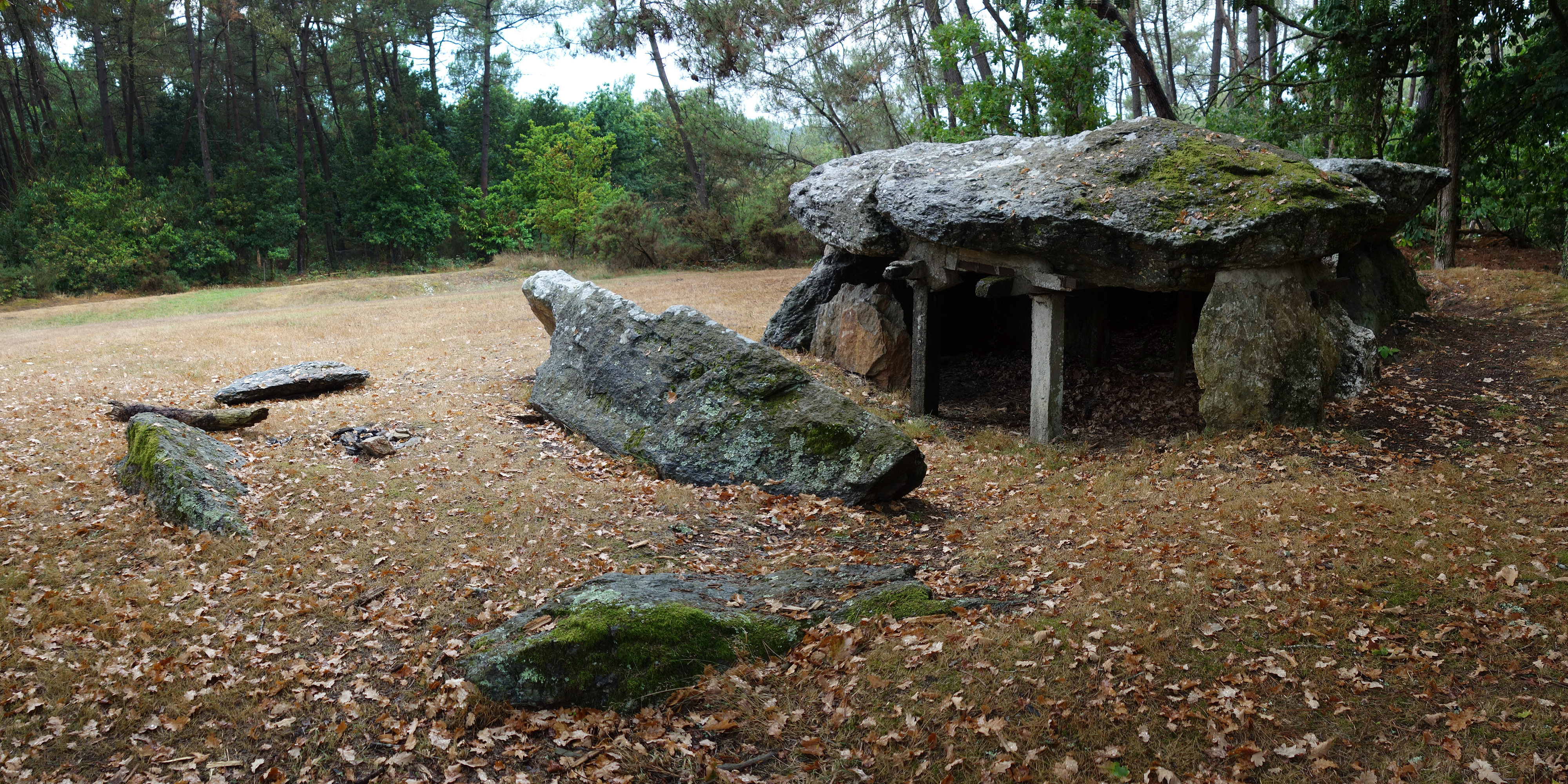
Bei Gacilly liegt der restaurierte Dolmen „Les Tablettes de Cournon“

## Gemeindepartnerschaft
- Hollersbach im Pinzgau, Österreich

## Fotografiefestival
Seit 2003 findet in  La Gacilly jährlich ein Fotofestival mit Bildern international bekannter Fotografen statt. Deutsche Fotografen wie Florian Schulz oder Olaf Otto Becker standen 2013 neben anderen im Mittelpunkt.
Das Festival wurde 2018 erstmals als Festival La Gacilly-Baden Photo gemeinsam mit Baden bei Wien ausgetragen.

## Persönlichkeiten
Yves Rocher (1930–2009), der Gründer der gleichnamigen Kosmetikfirma, wurde in La Gacilly geboren und war 46 Jahre Bürgermeister der Gemeinde.